# Bleed American (canção)
"Bleed American" é a primeira faixa do álbum Bleed American do Jimmy Eat World. 
O nome da música foi alterado para "Salt Sweat Sugar" (esse nome foi tirado do refrão) depois dos atentados de 11 de setembro porque pensavam que a música poderia ser uma alusão aos eventos. A canção está no Guitar Hero 5.

## Faixas
CDN promo
1. "Bleed American" (versão do álbum)
2. "Your Home" (Versão demo Rock)

UK CD
1. "Salt Sweat Sugar" (versão re-intitulada)
2. "Splash, Turn, Twist"
3. "Your House" (Versão demo rock)
4. "Salt Sweat Sugar" (Video)

## Paradas musicais
| Paradas                                        | Melhor posição |
| ---------------------------------------------- | -------------- |
| Estados Unidos (Billboard Alternative Airplay) | 18             |
| Reino Unido (UK Singles Chart)                 | 60             |